# جوني بنتلي
جوني بنتلي (بالإنجليزية: Johnny Bentley)‏ هو لاعب اتحاد الرغبي نيوزلندي، ولد في 1 يوليو 1986 في هوت العليا ‏ في نيوزيلندا.